# Любомирский, Карл
Карл Любомирский (нем. Karl Lubomirski; род. 8 сентября 1939, Халль-ин-Тироль) — австрийский поэт.
Вырос в Инсбруке, там же получил образование в области коммерции. С 1962 года живёт в Италии, в последнее время в городе Бругерио. Активный участник международной литературной жизни, в 1987—1997 гг. президент Лихтенштейнского ПЕН-центра. В 2001 году посетил Россию, побывав в Санкт-Петербурге, в Новгороде и Москве.
Дебютировал в печати поэтическим сборником «Тишина — мера пространства» (нем. Stille ist das Mass der Weite; 1973), за которым последовали ещё 11 книг стихов, несколько книг прозаических миниатюр и афоризмов, а также два сборника путевых очерков, второй из которых, «Пленники небес» (нем. Gefangene des Himmels; 2006), включает и очерк, посвящённый путешествию по России. Кроме того, Любомирскому принадлежит монография «Жизнь поэта — поэзия жизни» (нем. Dichterleben — Lebensdichtung; 1977), посвящённая жизни и творчеству тирольской поэтессы Анни Краус. Любомирский выступил соавтором итальянских переводов своей поэзии, вышедших несколькими изданиями; он также перевёл с итальянского языка на немецкий поэтические сборники итальянских художников Паоло Фрозекки, Сальваторе Фиуме и Луки Верницци.
Кавалер Австрийского почётного креста «За науку и искусство» 1 класса (1998).